# Майський (Орічівський район)
Ма́йський (рос. Майский) — селище у складі Орічівського району Кіровської області, Росія. Входить до складу Спас-Талицького сільського поселення.
Населення становить 23 особи (2010, 42 у 2002).
Національний склад станом на 2002 рік — росіяни 88 %.